# Jako Šántidéví
Jako Šántidéví (2003) je poslední autorské album Zuzany Navarové. Nahrála je se skupinou Koa a výraznější autorský podíl na něm má i Mário Bihári, multiinstrumentalista kapely.
Do své smrti v roce 2004 Zuzana Navarová nazpívala už jen pět písniček na albu Josefa Kainara a Karla Plíhala Nebe počká (2004) a tři svoje písničky, které vyšly na albu Koa (2006).
Album Jako Šántidéví obsahuje 17 písniček. Název alba je slovní hříčkou a znamená „(zpívej) jako Bohyně míru“ (překlad z hindštiny).

## Písničky
1. Marie (Zuzana Navarová d. T.)
2. Pokojný a jasný (Zuzana Navarová d. T.)
3. Bagdád (Mário Bihári / Mário Bihári, Michal Beník)
4. Do nebes (Zuzana Navarová d. T.)
5. Cesta dom´ (Zuzana Navarová d. T.)
6. Svátek má Žofie (Zuzana Navarová d. T.)
7. Jarná (Mário Bihári)
8. Klobouk (Zuzana Navarová d. T.)
9. Orlice (Zuzana Navarová d. T.)
10. Amen (Mário Bihári)
11. Koleda (Zuzana Navarová d. T.)
12. E drabára (Mário Bihári)
13. Vřelé díky z pupku (Zuzana Navarová d. T.)
14. Jablko (Mário Bihári)
15. Zatím hodně pus (Zuzana Navarová d. T.)
16. Bohyně míru (Zuzana Navarová d. T., František Raba, Mário Bihári, Omar Khaouaj, Camilo Caller / Zuzana Navarová d. T.)
17. Vrabčák, čaroděj ( Camilo Caller / Inocencia Mamani)

## Nahráli
- Zuzana Navarová – zpěv, claves (7), chaichas (17)
- Koa
  - Mário Bihári – zpěv, akordeon, piáno, klarinet, bonga (17)
  - Camilo Caller – bicí souprava, perkuse, sbor
  - Omar Khaouaj – kytara
  - František Raba – kontrabas, sbor
- host: Vlastislav Drozen – "3 min."